# Joffre-Zwergfledermaus
Die Joffre-Zwergfledermaus (Mirostrellus joffrei) ist eine in Ostasien verbreitete Fledermaus in der Familie der Glattnasen. Die Art zählte zeitweilig zu den Gattungen Zwergfledermäuse (Pipistrellus), Abendsegler (Nyctalus) und Hypsugo. Eine Studie von 2020 überführte sie in die monotypische Gattung Mirostrellus. Der wissenschaftliche Gattungsname ist aus dem lateinischen Wort „mirus“ (Überraschung) gebildet. Er bezieht sich auf die unvorhergesehene taxonomische Position der Art sowie auf die vorher nicht bekannte weite Verbreitung. Der nächste Verwandte der Joffre-Zwergfledermaus ist die Rohu-Fledermaus (Philetor brachypterus). Die Art ist nach dem französischen General Joseph Joffre benannt.

## Merkmale
Die Art ist ohne Schwanz etwa 61 mm lang, die Schwanzlänge beträgt 37 bis 41 mm, die Unterarme sind 38 bis 40 mm lang und die Hinterfüße erreichen etwa 8 mm Länge. Kennzeichnend sind zwei große Drüsen an den Seiten der Schnauze. Die einheitlich gefärbten Haare der Oberseite sind dunkelbraun mit rötlicher Tönung, während die Haare der Unterseite an der Wurzel dunkel und an den Spitzen goldbraun sind. Bei der Joffre-Zwergfledermaus sind nackte Bereiche des Gesichts, die Ohren und die Flughäute dunkelbraun. Die Ohren besitzen eine dreieckige Form mit stark abgerundeten Kanten. Die Flügel sind ähnlich wie bei den Abendseglern geformt. Im Gebiss ist der zweite obere Schneidezahn länger als der dritte und der obere Eckzahn besitzt einen zweiten kleineren Höcker.

## Verbreitung und Lebensweise
Exemplare der Joffre-Zwergfledermaus konnten in Myanmar, Indien, Nepal und Vietnam registriert werden. Sie leben in Wäldern mit dichtem Unterwuchs. Die Joffre-Zwergfledermaus besucht Wasserläufe und Dörfer. Sie hält sich im Hügelland und in Gebirgen zwischen 575 und 2150 Meter Höhe auf.
Diese Fledermaus jagt fliegende Insekten hoch über dem Erdboden. Sie fliegt mit hoher Geschwindigkeit. Weitere Aspekte des Verhaltens sind unbekannt.

## Gefährdung
Angaben zu möglichen Bedrohungen und zur Populationsgröße liegen nicht vor. Die IUCN listet die Art mit unzureichender Datenlage (data deficient).